# 히어로즈 오브 뉴어스
히어로즈 오브 뉴어스(Heroes of Newerth, HoN)는 워크래프트 III: 프로즌 쓰론의 커스텀 맵인 디펜스 오브 더 에인션츠를 기반으로 S2 게임즈에서 제작한 멀티플레이어 온라인 배틀 아레나 게임이다. S2 게임즈의 첫 AOS 게임 타이틀이다. 2010년 5월 12일에 최초로 출시되었으며, 2011년 7월 29일 부분유료화 게임으로 재출시되었다. 대한민국에서는 2013년 8월 5일 서비스가 종료되었다.

## 평가
| 통합 점수      | 통합 점수 |
| 통합사         | 점수      |
| -------------- | --------- |
| 게임랭킹스     | 74.62%    |
| 메타크리틱     | 76/100    |
| 평론 점수      |           |
| 평론사         | 점수      |
| 게임 인포머    | [ 6 ]     |
| 게임 레볼루션  | B+        |
| 게임존         | [ 8 ]     |
| PC 게이머 (US) | 71%       |

| 수상                       | 수상                  |
| 평론사                     | 수상                  |
| -------------------------- | --------------------- |
| Independent Games Festival | Audience Award (2010) |